# 梁充
梁充（1980年1月29日—），籍贯广东南海，出生于广州，中国国际象棋棋手。

## 生平
梁充于1997年称国际大师称号。2004年，晋升为国际象棋特级大师。2005年，他代表中国队出战世界国际象棋团体锦标赛，最终获得亚军。